# 北京大学第一医院

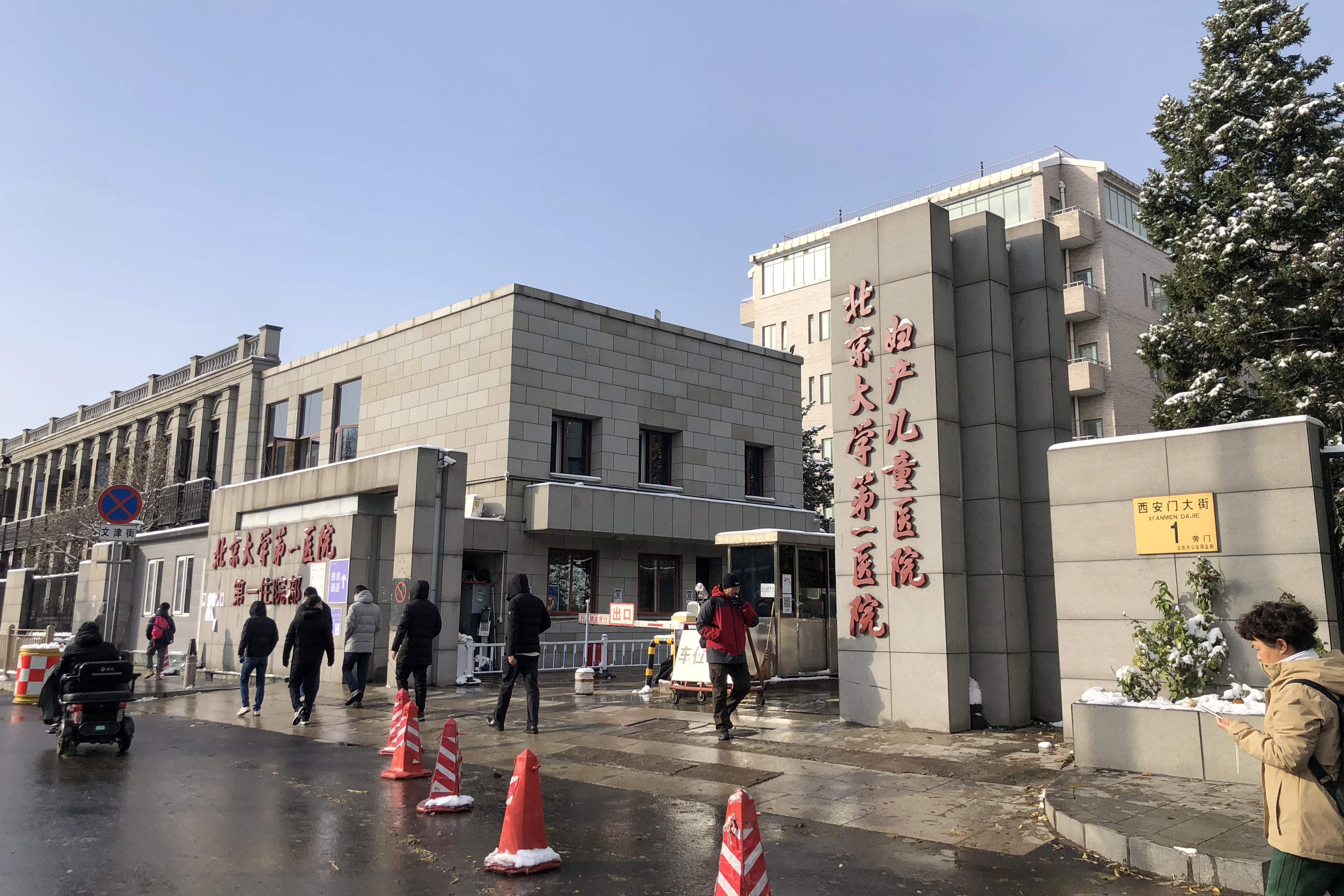
北京大学第一医院妇产儿童医院

北京大学第一医院，简称“北大医院”，创立于1915年，是中国最早建立的临床医学院。现在的北大医院是一所融医疗、教学、科研、预防为一体的大型综合性医院也承担北京大学第一临床医学院的任务。是1993年中华人民共和国卫生部审定的三级甲等医院，世界卫生组织审定的爱婴医院。誉名海内外，国际交流与合作广泛。

## 概史

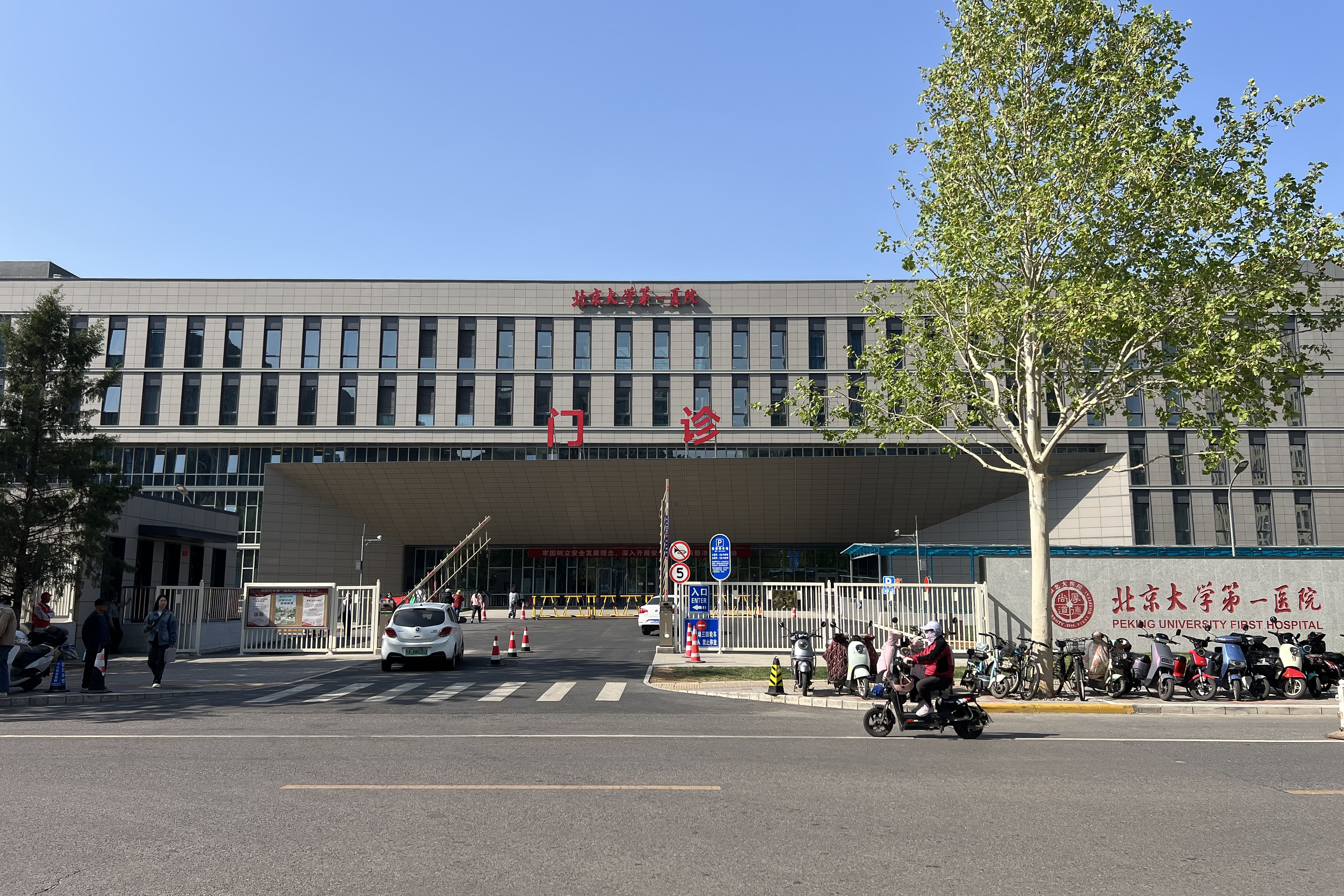
位于高米店街道的北京大学第一医院大兴院区

- 1914年12月30日，中华民国教育部批准北京医科专门学校设立附设诊察所。
- 1915年2月15日，诊察所正式创建并于当日正式开诊。
- 1923年，更名为北京医科大学校附设诊察所。
- 1927年，改建为北京医科大学校附属医院。
- 1928年，因学校合并，医院随更名为北平大学医学院附属医院，简称“平大医院”。
- 1937年，医院因抗日战争爆发而随平大迁至西安，改称临大医学院。
- 1938年3月，平大医院在伪政权下重新开院。
- 1946年，更名为北京大学医学院附属医院，简称“北大医院”。
- 1952年，北京大学医学院独立，医院随更名为北京医学院附属医院。
- 2000年，北医重入北大，屡次改名的医院定名为北京大学第一医院。
- 2012年4月28日，北大医院新门诊楼建成[2]。
- 2023年12月18日，北大医院大兴院区建成启用[3]。

## 醫療糾紛
- 北京大学第一医院治死北京大学医学教授事件。